# Good Will Hunting
Good Will Hunting (bra: Gênio Indomável; prt: O Bom Rebelde) é um filme americano de 1997 do gênero drama, dirigido por Gus Van Sant.

## Sinopse
Um jovem rebelde com passagens pela polícia trabalha como funcionário da limpeza numa universidade de Boston, mas acaba se revelando um gênio em matemática ao resolver um teorema proposto pelo professor Lambeau a seus alunos. Mas depois de se meter em encrencas ele é preso. Por determinação legal, ele precisa fazer terapia e ter aulas de matemática com Lambeau, mas nada funciona, pois ele debocha de todos os analistas, até que se identifica com um deles, Sean.[carece de fontes?]

## Elenco
- Robin Williams - Dr. Sean Maguire
- Matt Damon - Will Hunting
- Ben Affleck - Chuckie Sullivan
- Stellan Skarsgård - Professor Gerald Lambeau
- Minnie Driver - Skylar
- Casey Affleck - Morgan O'Mally
- Cole Hauser - Billy McBride
- John Mighton - Tom
- Scott William Winters - Clark
- Jimmy Flynn - Juiz George H. Malone
- Christopher Britton - Executivo #2
- Alison Folland - Estudante MIT
- George Plimpton - Henry Lipkin
- Colleen McCauley - Cathy
- Jennifer Deathe - Lydia
- Rachel Majorowski - Krystyn

## Principais prêmios e indicações
Oscar 1998 (EUA)
| Ano  | Categoria                     | Recipiente                    | Resultado |
| ---- | ----------------------------- | ----------------------------- | --------- |
| 1998 | Melhor filme                  | Melhor filme                  | Indicado  |
| 1998 | Melhor diretor                | Gus Van Sant                  | Indicado  |
| 1998 | Melhor ator                   | Matt Damon                    | Indicado  |
| 1998 | Melhor ator coadjuvante       | Robin Williams                | Venceu    |
| 1998 | Melhor atriz coadjuvante      | Minnie Driver                 | Indicado  |
| 1998 | Melhor roteiro original       | Matt Damon e Ben Affleck      | Venceu    |
| 1998 | Melhor edição                 | Pietro Scalia                 | Indicado  |
| 1998 | Melhor trilha sonora original | Danny Elfman                  | Indicado  |
| 1998 | Melhor canção original        | Elliott Smith - "Miss Misery" | Indicado  |

Globo de Ouro 1998 (EUA)
| Ano                | Categoria               | Recipiente               | Resultado |
| ------------------ | ----------------------- | ------------------------ | --------- |
| Globo de Ouro 1998 | Melhor filme - drama    | Melhor filme - drama     | Indicado  |
| Globo de Ouro 1998 | Melhor ator - drama     | Matt Damon               | Indicado  |
| Globo de Ouro 1998 | Melhor ator coadjuvante | Robin Williams           | Indicado  |
| Globo de Ouro 1998 | Melhor roteiro          | Matt Damon e Ben Affleck | Venceu    |

Prêmio Eddie 1998 (American Cinema Editors, EUA)
- Indicado na categoria de Melhor Edição[carece de fontes?]

Academia Japonesa de Cinema 1999 (Japão)
- Indicado na categoria de Melhor Filme Estrangeiro[carece de fontes?]

Festival de Berlim 1998 (Alemanha)
- Matt Damon recebeu o Urso de Prata[carece de fontes?]
- Indicado ao Urso de Ouro[carece de fontes?]

MTV Movie Awards 1998 (EUA)
- Indicado nas categorias de Melhor Beijo (Matt Damon e Minnie Driver)[carece de fontes?], Melhor Atuação Masculina (Matt Damon)[carece de fontes?], Melhor Filme[carece de fontes?] e Melhor Dupla (Matt Damon e Ben Affleck)[carece de fontes?]